# Алексеев, Сергей Трофимович
Сергей Трофимович Алексеев (20 января 1952, Зырянский район, Томская область — 21 апреля 2025, Свердловская область) — российский писатель национал-патриотического направления. Член Союза писателей России. Сторонник идеи «арийского» происхождения славян. Творчество оказало влияние на развитие идей славянского неоязычества. Книги Алексеева стали частью субкультуры неоязычества.

## Биография
Сергей Алексеев родился 20 января 1952 года в посёлке Алейка Яранского сельсовета Зырянского района Томской области в семье охотника-промысловика. Его мать Валентина Алексеевна (1933—1962) рано умерла, родив пятерых детей. В 1974 году Алексеев окончил Томский геологоразведочный техникум, позже — Высшие литературные курсы в Москве. Работал молотобойцем в Зырянском районе, геологом в Полярной и Томской геологоразведочных экспедициях, инспектором уголовного розыска в Томске, в течение двух лет — сотрудником областной газеты «Красное знамя».
В 1974 году Алексеев начал заниматься писательской деятельностью. С 1985 года работал в Вологде. В 1990 году подписал «Письмо 74-х». В начале 1990-х годов был активистом Русского национального собора. В 2013 году совместно с Михаилом Задорновым и сыном Алексеем Русиновым создал Фонд содействия сохранению и возрождению славянской культуры — Культурный фонд Сергея Алексеева «Первое слово».
Алексеев жил в собственном доме в посёлке Павда Свердловской области. Скончался 21 апреля 2025 года на 72-м году жизни.

## Творчество и взгляды
К числу известных произведений писателя принадлежат романы «Сокровища Валькирии» (1995—2012), сборники рассказов «Тайна третьего кургана» (1983), «Таёжный омут» (1984), «Суд» (1985), роман в двух книгах «Крамола» («Столпотворение», 1990, «Доля», 1991), «Утоли мои печали» (1998), романы «Аз бога ведаю!» (1999), «Долина смерти» (2000), «Волчья хватка» (2000), пьесы «Казнить нельзя помиловать», «Молился богу сатана» и др.
Автор развивал идеи русского неоязычества (родноверия), в том числе о происхождении русских от «древних ариев» («арийцев»). Многие идеи Алексеева близки к идеям другого неоязыческого писателя Юрия Сергеева.
Одним из первых ввёл в художественную литературу миф о древних языческих письменах, сохранённых до настоящего времени «раскольниками-староверами», отождествив старообрядцев с язычниками. В соответствии с неоязыческой идеологией утверждал, что христианство является «рабской религией», погубившей «истинные верования вольнолюбивых россов». Кроме того, не христиане принесли русским письменность, но сам русский народ изобрёл её для своих нужд. Алексеев писал, что на Русском Севере сохраняются скиты с «берестяными грамотами» («дощечками») или «пергаментными свитками», рассказывающими о Яви и Прави (понятия из «Велесовой книги», сочинения, выдаваемого за текст IX века, но признанного научным сообществом фальсификацией XX века), Перуне и Свароге. Эти древние дохристианские книги, по Алексееву, имеют магическую силу и являлись талисманами, уберегавшими от беды.
В первой половине 1980-х годов написал роман «Слово» (1986), согласно которой, в дохристианские времена у русских были свой Бог («Бог всего рода людского») и своя докириллическая письменность, рукописи которой затем целенаправленно уничтожались христианскими священниками. В повести древние волхвы утверждают, что свободный народ должен иметь своего собственного Бога, в то время как принятие «чужой религии» ведёт к подчинению иноземцам. Согласно повести, в течение веков русские монахи самоотверженно хранили в монастырях языческие свитки. Причём гонения патриарха Никона на староверов имели целью окончательно уничтожить языческое наследие. Автор высказал недоверие к советским учёным, занятым поиском старопечатных книг. В 1990-е годы многие идеи писателя оказали влияние на других писателей, национал-патриотов и на многие славянское неоязыческие издания.
В сравнении с советским периодом в более поздних произведениях Алексеев использовал образы уже не столько славянские, сколько «арийские», а славяне представляются потомками «ариев».
В 1990-е годы вышли романы «Сокровища Валькирии» (М., 1995) и «Сокровища Валькирии — 2» (М., 1997). Обе книги были выпущены тиражом более 400 тысяч экземпляров и неоднократно переиздавались различными издательствами. Сюжет создает атмосферу секретности, окружающей полученные из КГБ сведения о поисках «древних арийских сокровищ» и «утраченной Северной цивилизации». Герой романов, отставной полковник Александр Алексеевич Русинов (Мамонт), в молодости был работником секретного института при Министерстве обороны СССР, занимавшегося поисками древних сокровищ. Заинтересовавшись «арийскими древностями», Русинов делает открытие о сходстве славянских языков с санскритом (в действительности о родстве индийских языков с большинством языков Европы в рамках индоевропейской языковой семьи учёным было известно ещё в XIX веке) и вплотную подходит к пониманию сокровенного смысла вещей. Герой заявляет, что «прародиной ариев все равно оставался север», что бы ни говорили об этом учёные и «запретители коричневых идей» (фашизма). В конечном итоге Русинов совместно с сотрудниками КГБ обнаруживает «арийские» города на Северном Урале. Автор пишет, что если не признать славянский мир «Третьей, Северной цивилизацией», наступит мировая катастрофа.
Носителей «Третьей цивилизации» автор именует «гоями», а их недругов — «изгоями» (отсылка к идее вечной конфронтации «арийцев» с евреями, которую разделяют сторонники «арийской» идеологии). Одной из главных задач «изгоев мира», по Алексееву, является искоренение русского народа. Автор предрекает возможную глобальную катастрофу, которой обязательно воспользуются «изгои мира», объединившись в «новый Интернационал» (отсылка к антисемитской теории коммунистического заговора евреев) и создав Мировое диктаторское государство, «новый мировой порядок». Этот «Интернационал» описывается как «клещ-паразит», «носитель тяжёлой болезни». Имеется также сюжет о «ритуальном убийстве» (отсылка к кровавому навету).
«Гои» изображены мудрецами, хранителями древних тайных знаний, «сокровищ Вар-Вар». Алексеев описывает, как «гои» создают новые «древние рукописи» (фальсификаты), приспосабливая их к мировосприятию современных людей, «иначе изгои опять не поверят, а кощеи оспорят и извратят, как испортили и извратили Влесову книгу». «Волхвы-гои» делятся с героем романов знаниями о происхождении людей и древней истории: повествуется о «Северной прародине», Гиперборее, наступлении ледника и исходе людей-«верцев» с Севера, их Великом Боге по имени Ра. Одна из «древних книг» называется «Книга Свастики». Согласно автору, с мировой угрозой со стороны «изгоев» боролся также Сталин.
Автор пишет, что в наши дни дух «Северной цивилизации» концентрируется в сербских районах бывшей Югославии, где расположена древняя «Земля Сияющей Власти», в центре которой стоит священная гора Сатва, где хранится «Сущность Мира». Там, по автору, и расположена истинная Земля обетованная, которую не смог разыскать «рахданит Моисей» Там проходили отрочество и юность Иисуса Христа (отсылка к идеям «арийского христианства»), учившегося мудрости у «гоев» («арийцев»). Там же, а вовсе не в Палестине (вслед за одним из основателей русского неоязычества Валерием Емельяновым автор использует называет её «Опалённый Стан»), Иисус разговаривал с Богом и там появилось христианство. Поэтому враги «гоев» «кощеи» всегда стремились покорить Балканы. Сначала это сделал «великий изгой» Александр Македонский, а ныне туда рвутся современные «кощеи», миротворцы ООН, за которыми, по Алексееву, скрывается НАТО.
Романы были написаны в Вологде под влиянием вологодского этнографа С. В. Жарниковой (известна своими псевдонаучными гипотезами, в которых при помощи санскрита она объясняла топонимию Русского Севера, где якобы находилась прародина «ариев» — индоевропейцев). Сама Жарникова представлена в этих романах Алексеева в качестве женщины, которой было суждено обнаружить на Белом море «Влесову книгу».
В романе «Аз Бога ведаю!» (1999) Алексеев развивал один из основных по мировоззренческой значимости русских неоязыческих мифов о еврейско-хазарском происхождении князя Владимира Святославича, из-за которого он и ввёл христианство, орудие порабощения «арийцев» евреями. Согласно произведению, мать Владимира Малуша была безродной рабыней (род её рабы у третьего колена) хазар, которую отбил у последних князь Игорь. Это внедрение хазарского элемента в окружение русских князей было спланировано заранее и осуществлено хазарско-иудейской верхушкой Хазарского каганата. Алексеев изобразил Владимира алчным эгоистом, ростовщиком, мечтающем о мировом еврейском господстве.
В 2008 году Алексеев в соавторстве с сатириком Михаилом Задорновым, известным также как пропагандист псевдоисторических (неоязыческих) идей, выпустил псевдоисторический фильм «Аркаим. Стоящий у солнца». Согласно фильму, между Западом и Востоком всегда располагалась «третья (особая) цивилизация, ныне называемая Россией», культуру которой Алексеев называет «арийской». Говорится о мудрости «предков-арийцев» и их «высокой духовности», а также о том, что учёные скрывают это от народа. В 2012 году Алексеев снялся в псевдоисторическом фильме Задорнова «Рюрик. Потерянная быль», в 2015 году — в его продолжении «Вещий Олег. Обретённая быль».
В своих произведениях Алексеев развивал любительскую этимологию слов русского языка. В романах «Сокровища Валькирии» говорится: «В русских словах „га“ означает движение — нога, телега, дорога, Волга, Онега, Ладога»; «ра» означает солнце, клич «ура» — приветствие светилу, Урал — горы, стоящие у солнца; «ар» — земля, отсюда «орать» — пахать землю; «гой», по утверждению Алексеева, переводится с «древнеарийского» как «имеющий в себе свет», поэтому в сказках молодцу задавался вопрос — «гой ли ты есть?»; «изгоями» назывались те, кто лишён этого внутреннего света и блуждает по миру без «Пути». Алексеев предпринимает попытки выявления «первоначального значения слов». Главными принципами являются приписывание звукам и слогам определённого смысла, игнорирование гласных и чтение слов наоборот. По мнению автора, таким образом можно восстановить утраченную магическую суть и силу человеческой речи. Используется характерный для неоязычников приём «раскрытия» «глубинных», «исконных» значений слов русского языка путём дробления их на произвольно истолковываемые автором части.

## Отзывы
В 1987 году литературный критик С. И. Чупринин отмечал, что Алексеев был солидарен с писателем Юрием Сергеевым в стремлении отделить «наших» от «ненаших» и лишить последних доступа к печати. Уже в это время оба тогда ещё молодых писателя вызывали своих
коллег своей «агрессивностью» и «поисками врагов».
В 1997 году в национал-патриотической прокоммунистической газете «Патриот» публиковалась положительная рецензия на романы «Сокровища Валькирии». По мнению рецензентов Е. Паньковой и В. Сергеева, главная заслуга автора состоит в его стремлении «воспитать способных мыслить патриотически».
В 1999 году в журнале «Новое литературное обозрение» была опубликована негативная рецензия А. И. Рейтблата на «Сокровища Валькирии». Рецензент считает, что книги транслируют страх перед «чужаками» и «чужим», перед утратой жизненно важных ресурсов и идентичности.

## Награды и премии
В 1985 году за роман «Слово» получил премию Ленинского комсомола.
В 1987 году за роман «Рой» получил литературные премии Союза писателей РСФСР, ВЦСПС и Союза писателей СССР.
В 1995 году удостоен премии имени М. А. Шолохова за роман «Возвращение Каина».
В 2009 году писатель стал лауреатом премии Кузбасса за роман-эссе «Россия: Мы и мир».

## Произведения
Серии
«Крамола»
- 1990 — «Столпотворение»
- 1991 — «Доля»

«Сокровища Валькирии»
- 1995 — «Стоящий у Солнца»
- 1997 — «Страга севера»
- 1997 — «Земля сияющей власти»
- 2000 — «Звёздные раны»
- 2001 — «Хранитель силы»
- 2003 — «Правда и вымысел»
- 2012 — «Птичий путь»

«Волчья хватка»
- 2000 — «Волчья хватка»
- 2006 — «Волчья хватка — 2»
- 2013 — «Волчья хватка — 3»

«Арвары»
- 2004 — «Родина Богов»
- 2004 — «Магический кристалл»

«Карагач»
- 2010 — «Очаровательная блудница»
- 2015 — «Запах цветущего кедра»

Внесерийные романы
- 1985 — «Слово»
- 1988 — «Рой»
- 1994 — «Возвращение Каина»
- 1999 — «Удар „Молнии“»
- 1997 — «Долина смерти» («Пришельцы»)
- 1998 — «Утоли моя печали»
- 1999 — «Аз Бога Ведаю»
- 2000 — «Кольцо принцессы»
- 2002 — «Покаяние пророков»
- 2003 — «Когда Боги спят»
- 2004 — «Скорбящая вдова»
- 2006 — «Молчание пирамид»
- 2007 — «Роковой срок»
- 2008 — «Игры с хищником» («Преемник президента»)
- 2008 — «Невеста для варвара»
- 2009 — «Мутанты»
- 2010 — «Чудские копи»
- 2012 — «Изгой Великий»
- 2015 — «Понтифик из Гулага»
- 2016 — «Чёрная сова»
- 2017 — «Обнажение чувств»
- 2018 — «Дива»
- 2019 — «Белое пятно»

Сказки-уроки
- 2014 — «Дар Речи»

Романы-эссе
- 2008 — «Ох, охота!»
- 2008 — «Россия: мы и мир»
- 2014 — «Сорок уроков русского»
- 2015 — «Ведическая Граматица»

Кинороманы
- 2007 — «Дождь из высоких облаков»

Повести
- 1983 — «Тайна третьего кургана»
- 1981 — «Блуждающие токи»
- 1981 — «Клещ»
- 1983 — «Дороги»
- 1984 — «Растрата»
- 1984 — «Не поле перейти»
- 1987 — «Материк»
- 1990 — «Хлебозоры»
- 1990 — «Хозяин болота»

Рассказы
- 1981 — «Дульсинея Тунгусская»
- 1981 — «Мираж»
- 1981 — «Узел»

Пьесы
- 1987 — «Верните бабушке ружьё»
- 1991 — «Молился Богу сатана»
- 1992 — «Казнить нельзя помиловать»
- «Пепел в банке»
- «Живая вода»
- «Жертва вечерняя»
- «Клин клином»
- 2014 — «Живая вода» (сборник пьес)

Киносценарии
- 1987 — «Продление Рода»
- «Стихи на песке»
- «Возвращение Каина»[30]

## Адаптации произведений
По книгам Сергея Алексеева снято два художественных фильма «Продление рода» (1989, социальная драма, режиссёр Игорь Масленников) и «Рой» (1990, драма, режиссёр Владимир Хотиненко). Писатель снимался в документальном фильме о поэте Николае Рубцове (2005, биография, режиссёр Дмитрий Чернецов).
По произведениям Алексеева на сцене Вологодского драматического театра поставлены пьесы: «Верните бабушке ружье» (1987, комедия абсурда), «Жертва вечерняя» (1992, трагедия), «Молился Богу сатана» (1992, трагедия), «Живая вода» (1992, трагедия), «Клин клином» (комедия).
Планировалось экранизировать первую книгу из цикла «Сокровища Валькирии» «Стоящий у Солнца», о чём в ходе защиты проектов, претендующих на поддержу Фонда кино, сообщали представители ООО «Кинокомпания Валькирия».
Режиссёр Евгений Сулла анонсировал выпуск в 2020 году анимационной экранизация книг «Сокровища Валькирии».

## Семья
- Младший брат Тимофей (род. 1955) — российский прозаик и поэт, член Союза писателей России[34][35].
- Первая супруга Алексеева Наталья Евгеньевна (Кудинова) (род. 9 ноября 1952) — в браке с 1973 года по октябрь 1978 года.
- Вторая супруга Станислава Алексеева (Зяблицева) (род. 1983) — российский художник и фотограф. В браке с 2013 года.
- Пятеро детей[35]. Старшая дочь — Алексеева (сценическая фамилия Ренье) Светлана Сергеевна (род. 1973) — профессиональная оперная певица[35], лауреат международных конкурсов, экс-солистка музыкального театра и филармонии. Имеет двое детей.